# ملاپناه واقف

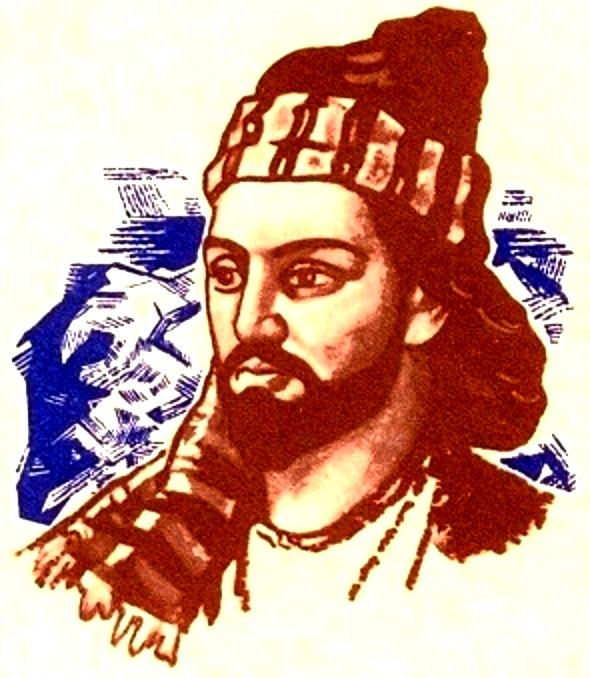
ملاپناه واقف

ملاپناه واقف مشهور به واقف شاعر زبان ترکی آذربایجانی و پارسی سرا می‌باشد.

## تولد
ملاپناه واقف به سال ۱۰۹۶ هجری شمسی در دهکده قیراق صلاحی محال قازاخ، از ایالات شمالی جمهوری آذربایجان، در خانهٔ روستاییِ فقیری آقا مهدی نام چشم به جهان گشود.

## زندگی
هنوز چگونگی حیات دوران کودکی و جوانی او بر پژوهندگان ادبیات زبان ترکی آذربایجانی پوشیده است. واقف‌شناسان با او از سال ۱۷۵۹ میلادی به بعد آشنا هستند که در نتیجهٔ هجوم فرمانروای ایالت گرجستان شرقی، به همراه بسیاری از مردم زحمتکش زادگاهش، به قره باغ کوچ کرد و نزدیک ده سال در قره باغ در محله ترترباسار اقامت نمود و بعدها به شهر شوشی، مرکز علم و ادب آذربایجان در آن زمان، رفت و در محله ساعاتلی مکتبی گشود. وی در آن جا زندگی خود را با عریضه‌نویسی و تدریس به سر می‌آورد.
آنچه از دیوانش به دست می‌آید، این است که در این سال‌ها، حیات مشقت بار و فقرآلودی داشته است،
چنان‌که در ترجمه قوشمای معروف «عید آمد» می‌بینیم:
| عید آمد و هیچ می‌ندانم چکنم! در خانهٔ ما نیست پرآذوقه جوال. دیری‌ست برنج و روغنم گشته تمام. از گوشت مگو، کشک بود خواب و خیال! |

شناخته نیست که واقف از کی آغاز به سرودن شعر و اشتهار به شاعری پیدا کرد. آنچه را که پژوهشگران ادبیات آذربایجان روشن کرده‌اند، این است که در این سال‌ها علاوه بر آن‌که، به سبب معلمی و عریضه‌نویسی، مورد احترام بود، به وسیلهٔ سرودن اشعاری معروف به قوشما نیز، که ملهم از گویش و زبان طبیعی مردم و در اوزان بومی هجایی است، در دل خلق راه یافت.
به قراری که تحقیقات ادبی معلوم ساخته، واقف علاوه بر شاعری و معلمی، تیراندازی ماهر و معماری توانا بوده است و به نجوم، به ویژه مطالعهٔ حرکت سیاره‌ها نیز علاقه داشته است.
به نظر آدولف برگر، شرق‌شناس آلمانی، ساختمان‌های بزرگ شهر شوشی زیر نظر واقف ساخته شده است، چنان‌که ملا ولی ودادی شاعر معاصرش نیز شعرهایی خطاب به او دارد که چنین استنباطی به دست می‌آید:

## ترجمه شعر
| استخر حق را فنائی در پی نیست، اُردکان و قوها از آن دور مباد! تا روز حشر قایم و استوار باد بنای مسجدی که تو معمار راستینش باشی. |

## واقف در دربار ابراهیم‌خان
زندگی واقف در شوشی مصادف با سال‌هایی است که ابراهیم‌خان به تشویق خادمان ادب و فرهنگ زمان می‌پرداخت و از هر سو شاعران، هنرمندان و مردان دوراندیش سیاسی را به دربار خود فرا می‌خواند.
معروف است که واقف گرفتگی ماه و زمین‌لرزه‌ای را پیش‌بینی کرده بود و خبر آن را به نزدیک‌ترین دوست شاعر خود ملا ولی ودادی داده بود که اتفاقاً هر دو پیش‌بینی، صحیح از آب درمی‌آید و این خبر به گوش ابراهیم‌خان می‌رسد.

ابراهیم‌خان او را به دربار خود می‌کشاند. واقف در اندک زمان، چه در دربار و چه در میان توده‌های مردم، محبوبیت کسب می‌کند و در اثر کیاست، استعداد و دانش خود، از سمت وزیر تشریفات (ائشیک آغاسی) تا درجه وزیر اعظم ارتقاء می‌یابد و به گفتهٔ ادبیات‌شناس معاصر آذربایجان، آراز داداش‌زاده: 
 مانند رجل دولتی دوراندیش و عاقلی شهرت می‌یابد.

## اقدامات واقف در دربار
واقف، وزیر اعظم دربار ابراهیم‌خان فرصت بافت که نیروهای تدافعی محلی را در برابر هجوم‌های توسعه‌طلبان و اشغالگران مستحکم‌تر کند و نیز در نشأت و تحول بخشیدن ادبیات مردم و غنای زبان ادبی، گام‌های مؤثری بردارد. او در چهره یک شاعر، روحیهٔ مردم را نیرو بخشید و در سیمای یک سیاستمدار به ادارهٔ امور خان‌نشین پرداخت.
واقف در اقدامات سیاسی و دیپلماتیک خان‌نشین قره باغ و مبادله سفرا و نامه‌ها میان شوشی و مراکز دول دیگر: پتربورگ، تفلیس، تهران، خان‌نشین‌های آذربایجان و دربار عثمانی، نقش مهمی را بازی کرد. گسیل سفیران و نامه‌ها و پیام‌ها، همه تحت نظر مستقیم او صورت می‌گرفت.
واقف برای دست به یکی کردن و ایجاد وحدت و یگانگی بین خان‌نشین‌ها و فرمانروایان آذربایجان و دیگر سرزمین‌های قفقاز، کوشش و مجاهدت‌های فراوانی صرف کرد و در این امر تدبیر و سیاست مفیدی ظاهر ساخت .

هواداری از اتحاد خان‌نشین‌های سرزمین‌های قفقاز و آذربایجان، اقدامات اساسی و اندیشه‌های دیپلماتیک در رفع اشغالگران و طرفداری از ایجاد روابط حسنه با دول خارجی برای دفع دشمن، جهات اصلی بینش مترقّی سیاسی او می‌باشد که حکایت از دوراندیشی و سیاستمداری وی دارد. به گفتهٔ آراز داداش‌زاده: 
 نظریات او دربارهٔ اداره خان‌نشین قره باغ برای زمان خود بسیار مترقی بود.
بی‌جهت نیست که در همین سال‌ها - سال‌های نقشه‌چینی‌های سیاسی برای دفع دشمن - میهن‌پرستی واقف برجسته‌تر و بارزتر به چشم می‌خورد. در همین سال‌ها به دادن تصاویری جاندار از زندگی مردم ایالات مختلف آذربایجان می‌پردازد و از فقر و ناداری توده‌ها و خرابی‌ها و فلاکت، رنج می‌برد:

## ترجمه شعر
| قشلاق قیراق باسان، زمستان و خزان هم چشم آران است، تمامی جهان. از فرط صفاست راحت جسم و روان صد حیف که آبادی زیبایش نیست. |